# Сосца
Сосца (Малая Созь, Малая Сосца) — река в России, протекает по Тверской области. Сосца впадает в Иваньковское водохранилище, на 6,1 км по правому берегу залива Сози. Длина реки составляет 22 км, площадь водосборного бассейна 306 км².

## Данные водного реестра
По данным государственного водного реестра России относится к Верхневолжскому бассейновому округу, водохозяйственный участок реки — Волга от города Тверь до Иваньковского гидроузла (Иваньковское водохранилище), речной подбассейн реки — бассейны притоков (Верхней) Волги до Рыбинского водохранилища. Речной бассейн реки — (Верхняя) Волга до Куйбышевского водохранилища (без бассейна Оки).
Код объекта в государственном водном реестре — 08010100712110000003043.